# Cantonul Pau-4
Cantonul Pau-4 este un canton francez din departamentul Pyrénées-Atlantiques.

## Istorie
Un nou decupaj teritorial al departamentului Pyrénées-Atlantiques a intrat în vigoare în 2015. Acesta a fost definit prin decretul din 25 februarie 2014, în aplicarea legilor din 17 mai 2013 (legea organică 2013-402 și legea 2013-403).
Cantonul Pau-4 este format din comuna Gelos și o parte din comuna Pau. Acesta este complet inclus în arondismentul Pau, iar centrul cantonal se află la Pau.

## Compoziție
Cantonul Pau-4 cuprinde comuna Gelos și partea din comuna Pau care nu este inclusă în cantonele Pau-1, Pau-2 și Pau-3.

## Date demografice
În 2021, cantonul avea 21.215 locuitori, înregistrând o creștere cu +0,87% față de 2015 (Pyrénées-Atlantiques: +3,43%, Franța fără Mayotte: +5,44%).